# CNN Business
CNN Business, precedentemente CNNMoney.com, è un sito di notizie e informazioni finanziarie, gestito dalla CNN. Il sito in origine fu creato come una joint venture tra la CNN e le riviste Fortune e Money della Time Warner. Dallo scorporo delle attività editoriali della Time Warner, CNNMoney opera ora come sussidiaria della CNN.com e non è più legata a queste riviste.

## Storia
CNN Money fu lanciato nel 2001, sostituendo il sito della CNNfn, il canale finanziario della CNN. La Time Warner aveva anche annunciato l'intenzione di rilanciare la rete televisiva CNNfn sotto il nome CNNMoney, ma quei piani erano stati apparentemente cancellati.
Anteriormente al giugno 2014, il sito era gestito come una joint venture tra la CNN e due riviste economiche pubblicate dalla Time Warner, Fortune e Money. Nel giugno 2014, le attività editoriali della Time Warner furono scorporate come Time Inc.; di conseguenza, tutte e tre le proprietà lanciarono presenze sul web separate. Con il rilancio, il capo della CNN Jeff Zucker promise anche maggiori sinergie tra il sito e il canale della CNN, ad esempio rinominando il programma finanziario settimanale della CNN Your Money come CNNMoney.
Nell'ottobre 2018 il sito, divenuto di proprietà unica di CNN, è stato rilanciato e rinominato CNN Business ed al contempo sono stati cessati i marchi secondari CNN Media e CNN Tech.